# 경성 부민관 폭탄 의거지
경성부민관 폭탄의거지는 1945년 7월 24일에 일어난 경성부민관 폭탄의거가 일어났던 장소이다.
1935년 12월에 세워진 시립극장으로, 냉난방 시설과 조명 및 음향시설과 같은 시설들이 잘 마련되어 있었기에 여러 극단의 공연과 집회의 장소로 많이 사용되었다.